# Anisia ophthalmica
Anisia ophthalmica är en tvåvingeart som beskrevs av Wulp 1890. Anisia ophthalmica ingår i släktet Anisia och familjen parasitflugor. Inga underarter finns listade i Catalogue of Life.